# Južnoafrička razvojna zajednica
Južnoafrička razvojna zajednica ili SADC (eng. Southern African Development Community) – organizacija koju su osnovale vlade 9 južnoafričkih zemalja. Čine je: Angola, Bocvana, Esvatini, Lesoto, Malavi, Mozambik, Tanzanija, Zambija i Zimbabve. Kasnije su se pridružili i: Demokratska Republika Kongo, Mauricijus, Namibija, Sejšeli i Južna Afrika.
Planovi za osnivanje Južnoafričke razvojne zajednice započeli su 1960-ih i 1970-ih u razdoblju osamostaljenja afričkih država. Prvo je osnovana Južnoafrička razvojna koordinacijska konferencija 1980. godine, a Južnoafrička razvojna zajednica je nasljednica te organizacije i postoji od 1992. godine.
Ciljevi organizacije su: uskladiti ekonomske politike, mirno rješavati sukobe, boriti se protiv svih oblika zlostavljanja i progona, razvijati bolje međunarodne odnose i poboljšati rad na ekonomskim, socijalnim i političkim pitanjima. Jedan od rezultata Južnoafričke razvojne organizacije je razvoj cestovne i željezničke infrastrukture između država članica.